# Hinder
Hinder er et amerikansk rockband fra Oklahoma City dannet i 2001. Deres stil minder om Nickelback, Seether og Maroon 5.

## Medlemmer
- Austin Winkler: sanger
- Joe 'Blower' Garvey: guitarist
- Mark King: guitarist
- Mike Rodden: bassist
- Cody Hanson: trommeslager

## Historie
Hinder blev stiftet som et band i juli 2001, og Austin og Cody begyndte at skrive sange til bandet. Senere samme år skrev de kontrakt med pladeselskabet Universal.

## Album
Deres mest kendte album hedder Extreme Behavior, og titlen er et udtryk for bandets livsstil. De beskriver selv: dedicated to bringing back the good old decadent days when sex, drugs and rock & roll weren't dirty words, but a way of life.
| År   | Album                                                                                     |
| ---- | ----------------------------------------------------------------------------------------- |
| 2005 | Extreme Behavior - Udgivet: September 27, 2005 - Pladeselskab: Universal Motown Group     |
| 2008 | Take It to the Limit - Udgivelse: November 4, 2008 - Pladeselskab: Universal Motown Group |
| 2010 | All American Nightmare                                                                    |
| 2012 | Welcome to the Freakshow                                                                  |
| 2015 | When the Smoke Clears                                                                     |
| 2017 | The Reign                                                                                 |

## Coversange
Hinder har bl.a. udgivet sangen Bed of Roses, originalt med Bon Jovi. 
Derudover har de også lavet en coverversion af sangen Born to Be Wild til NASCAR. Denne sang er oprindeligt skrevet Mars Bonfire fra bandet Steppenwolf. de har også lavet nummeret "lips of an angel" som er deres mest succesrige single.